# Житищи
Житищи — деревня в Бежецком районе Тверской области, административный центр Житищенского сельского поселения.

## География
Деревня находится в 53 км на юг от районного центра Бежецка.

## История
В конце XIX — начале XX века деревня входила в состав Теблешской волости Бежецкого уезда Тверской губернии. 
С 1929 года деревня являлась центром Житищенского сельсовета Бежецкого района Бежецкого округа Московской области, с 1935 года — в составе Теблешского района Калининской области, с 1956 года — в составе Бежецкого района, с 2005 года — центр Житищенского сельского поселения.
В деревне работает Житищинский дом-интернат для престарелых и инвалидов.

## Население
| 1859 | 1887 | 1920 | 1997 | 2008 | 2010 |
| ---- | ---- | ---- | ---- | ---- | ---- |
| 304  | ↗462 | ↗566 | ↘302 | ↘272 | ↗278 |

## Инфраструктура
В деревне расположены основная общеобразовательная школа (построена в 1989 году), детский сад, фельдшерско-акушерский пункт, дом культуры, отделение почтовой связи.